# Bodo Bittner
Bodo Bittner (5 de febrero de 1940-23 de septiembre de 2012) fue un deportista alemán que compitió para la RFA en bobsleigh en la modalidad cuádruple.
Participó en los Juegos Olímpicos de Innsbruck 1976, obteniendo una medalla de bronce en la prueba cuádruple. Ganó una medalla de plata en el Campeonato Europeo de Bobsleigh de 1976.

## Palmarés internacional
| Juegos Olímpicos   | Juegos Olímpicos     | Juegos Olímpicos  | Juegos Olímpicos |
| Año                | Lugar                | Medalla           | Prueba           |
| ------------------ | -------------------- | ----------------- | ---------------- |
| 1976               | Innsbruck (Austria)  | Medalla de bronce | Cuádruple        |
| Campeonato Europeo |                      |                   |                  |
| Año                | Lugar                | Medalla           | Prueba           |
| 1976               | Sankt Moritz (Suiza) | Medalla de plata  | Cuádruple        |